# Albert-Richter-Kampfbahn
Die Albert-Richter-Kampfbahn war eine Radrennbahn in Halle, auf der von 1951 bis 1967 Radrennen ausgetragen wurden. Benannt war sie nach dem Kölner Radsportler Albert Richter, der 1940 mutmaßlich von der Gestapo ermordet wurde.

## Geschichte
Vor dem Bau der Albert-Richter-Kampfbahn gab es in Halle zwei Radrennbahnen, eine offene Zementbahn im Olympiapark Merseburger Straße (1886–1919) und eine offene Holzbahn am Böllberger Weg (1930–1938), geplant von dem Münsteraner Architekten Clemens Schürmann. Ab 1946 fanden Radrennen auf einer Bahn im Kurt-Wabbel-Stadion statt, das jedoch auch für andere Sportarten wie Fußball oder Leichtathletik genutzt wurde.
Ab 1949 wurde der Plan zum Bau einer permanenten Radrennbahn entwickelt auf einem Gelände, das früher ein Exerzierplatz und ab 1926 ein Fußballspielfeld des FC Wacker gewesen war. Der Fußballclub hatte das Gelände gepachtet, 1945 ging es in das „Eigentum des Volkes“ über. Die Bahn sollte bis zur Austragung der 3. Weltfestspiele der Jugend und Studenten fertiggestellt werden. Gebaut wurde sie von der Bau-Union Halle mit Unterstützung von zahlreichen Freiwilligen, die 3000 Arbeitsstunden leisteten. Die genauen Kosten der Bahn sind nicht mehr zu ermitteln; die Baukosten konnten indes reduziert werden, weil die Tribünen schon vorhanden waren.
Die offene Bahn war 400 Meter lang, aus Zement, sechs Meter breit, mit einer Kurvenüberhöhung von 2,30 Meter. Die Anlage verfügte über 12.000 Steh- sowie 1700 Sitzplätze. Die erste Veranstaltung fand am 28. Juli 1951 statt. Auf Vorschlag der BSG Stahl Halle erhielt sie den Namen Albert-Richter-Kampfbahn; Richter war in den 1930er Jahren bei Rennen auf der Bahn am Böllberger Weg gestartet. Die offizielle  Eröffnung vor 15.000 Zuschauern erfolgte am 5. August 1951 zu Beginn der Weltfestspiele. Zu dieser Eröffnung war auch der Vater von Albert Richter, Johann Richter, geladen.
In der Folge fanden zahlreiche Rennen auf der Bahn statt, darunter auch Steherrennen, wenn auch die Eignung der Bahn für diese Art von Wettbewerben diskutiert wurde. Ab 1955 wurden die Veranstaltungen vom Radsportkollektiv Halle organisiert, dem die Sportgemeinschaft Vorwärts, die BSG  Motor Albert Richter und die SG Turbine angehörten. Vorrangiges Ziel war die Nachwuchsförderung. Im Sommer 1955 fand eine gesamtdeutsche Veranstaltung statt, an der Jugend-Radsportler des VSV Hildesheim, des Merkur Hildesheim und des RC Adler Köln teilnahmen, darunter die Fahrer Ernst Streng, Lothar Claesges, Heinz Lauff und Hans Ommer. 1958 wurden die DDR-Bahnmeisterschaften in Halle ausgetragen.
Durch die Konzentrierung des DDR-Radsports auf die Stützpunkte in Leipzig, Karl-Marx-Stadt, Berlin und Cottbus nahmen die Aktivitäten auf der Albert-Richter-Kampfbahn in Halle in den folgenden Jahren ab. Zudem war der Zugang zur Bahn durch die Nachbarschaft zur Kaserne des Motorschützenregimentes „Fritz  Weineck“ der NVA nur eingeschränkt möglich, trotz des fortwährenden Engagement des Hallenser Radsportfunktionärs Karl Wesoly gegen diesen Zustand. Ab 1964 durfte die Radrennbahn nur noch einmal wöchentlich ab 17 Uhr für den Radsport genutzt werden, später an zwei Tagen in der Woche. Rund 70 Jugendfahrer trainierten dort unter dem Olympiasieger von 1936 im Tandemrennen, Ernst Ihbe.  Das letzte Steherrennen auf der Albert-Richter-Kampfbahn wurde am 4. Juli 1967 ausgetragen; unter den Siegern der Jugendrennen befand sich der spätere Sprintweltmeister Jürgen Geschke.
Zwischenzeitlich wurden im Innenraum der Bahn von der NVA Baumaterialien gelagert, dann nutzte die Armee den Innenraum als Sportplatz für ihre Angehörigen. Die Kurven der Radrennbahn wurden geschliffen. Nach 1990 lag das Gelände brach. 1996/1997 wurde an gleicher Stelle ein Verwaltungsgebäude der Landesversicherungsanstalt Mitteldeutschland errichtet.
Bis 2005 existierte eine gleichnamige Sportstätte in Schwerin.